# Phil Anselmo
Philip Hansen Anselmo (New Orleans, Louisiana, 1968. június 30.) amerikai zenész, az egykori Pantera frontembere, aki jelenleg a Downban tölti be ezt a szerepet. A Housecore Records tulajdonosa.

## Élete
Dán, olasz és francia származású. New Orleansban nőtt fel, a Metairie-ben lévő Grace King High Schoolba járt. Édesapjának van egy étterme Metairie-ben, (Louisiana) melyet Anselmo'snak keresztelt. Van egy fiatalabb testvére, Jerry Anselmo és egy féltestvére, Mary Colclough, aki a Southern Isolation EP-n, mint háttérénekes volt feltüntetve. Rottweilerét Drakulának hívják. Korábbi interjúkban Anselmo kitért arra, hogy gyerekként csendes és zárkózott volt.